# Christine Fan
Christine Fan Wei Qi, nota anche con lo pseudonimo di FanFan (cinese tradizionale: 范瑋琪; cinese semplificato: 范玮琪; pinyin: Fàn Wěiqí; Ohio, 18 marzo 1976), è una cantante, attrice e conduttrice televisiva taiwanese.

## Biografia
Ha studiato alla Harvard Extension School. Tornata a Taiwan dall'America, è stata scelta come conduttrice del talk show Bang Bang Tang (模范棒棒堂), del canale televisivo Channel V. Dal 1997 al 2001 ha anche partecipato a diversi spot commerciali.
Il 1º novembre 2008 ha tenuto il suo primo concerto a pagamento a Taipei.
Oltre ad essere conosciuta per le sue doti canore, Fan è anche compositrice. Oltre ad aver composto canzoni e testi per i suoi album, ha scritto canzoni per altri artisti, tra i quali figurano Claire Guo, Angela Zhang ed il gruppo femminile Hey Girl.

## Discografia
- 2000 - FanFan's World (范范的世界)
- 2001 - The Sun (太陽)
- 2003 - The Sound of Music (真善美)
- 2004 - First Dream (最初的夢想)
- 2005 - One to One (一比一)
- 2006 - Our Anniversary (我們的紀念日)
- 2007 - Philosopher (哲學家)
- 2008 - Faces of FanFan
- 2009 - F One
- 2011 - Love & FanFan

## Filmografia

### Televisione
- Mysterious Incredible Terminator - serie TV (2008)
- Hei Tang Qun Xia Zhuan - The Legend of Brown Sugar Chivalries - serie TV (2008)
- The Vinegar Tribe - serie TV (2005)
- Tomorrow - serie TV (2002)